# Enrique (álbum)
Enrique é o quarto álbum de estúdio, e o primeiro com canções em língua inglesa, do cantor espanhol Enrique Iglesias, lançado em 23 de novembro de 1999 pela Interscope Records.
Para promovê-lo foram lançados cinco singles, dois deles atingiram o número 1 na parada norte-americana Billboard Hot 100: "Bailamos", canção da trilha sonora de Wild Wild West (1999), e "Be with You".
No Brasil, Enrique teve dois lançamentos: o primeiro foi a versão sul-americana, que conta com as mesmas canções da versão internacional mas com inversão na ordem das faixas, priorizando as canções em língua espanhola. O segundo foi uma edição especial, lançada em 2000, que conta com a participação da dupla brasileira Sandy e Junior, em duas versões extras da canção "You're my # 1".
Comercialmente, é um dos maiores sucessos da carreira do artista, ganhando um número substancial de discos de ouro e platina, incluindo em países em que a música latina começava a ganhar força e vendeu mais de cinco milhões de cópias no mundo.

## Produção e composição
Após o sucesso de seu primeiro single em espanglês, "Bailamos", Iglesias assinou um contrato para lançar vários álbuns com a Interscope Records, e passou os dois meses seguintes gravando o que viria a ser o seu primeiro álbum em inglês. Sabendo que Iglesias era fã de Bruce Springsteen, o presidente da Interscope, Jimmy Iovine, recomendou  um cover da faixa "Sad Eyes" de Springsteen, a qual havia sido lançada recentemente na coleção de gravações raras de Springsteen, Tracks, de 1998.
Entre as faixas há um dueto com Whitney Houston, intitulado "Could I Have This Kiss Forever", a que foi gravada separadamente. Iglesias gravou a música em Los Angeles, nos Estados Unidos, ao passo que Houston gravou em Hamburgo, na Alemanha, com os dois cantando um com o outro por telefone. Eles finalmente se encontraram quando regravaram a faixa para o lançamento do single.
A canção "Bailamos", aparece em um versão em espanglês, que já havia sido incluída em uma edição especial de Cosas del Amor,de 1998, e na trilha sonora do filme Wild Wild West (1999). As fotos da capa e do encarte são do fotógrafo Pepe Botella.

## Recepção crítica
| Críticas profissionais | Críticas profissionais |
| Avaliações da crítica  | Avaliações da crítica  |
| Fonte                  | Avaliação              |
| ---------------------- | ---------------------- |
| Allmusic               | [ 9 ]                  |
| Entertainment Weekly   | B+                     |
| The Fresno Bee         | C-                     |

As resenhas dos críticos de música foram, em maioria, positivas. Stephen Thomas Erlewine, do website AllMusic, avaliou com quatro estrelas de cinco e notou que embora o álbum tenha eliminado a sonoridade latina de seus álbuns anteriores, optando por canções no estilo dance-pop e baladas de música adulto-contemporânea, serve perfeitamente como um crossover para atingir um grande público em países em que ele ainda não era conhecido e onde o estilo latino não é tão bem aceito.
Arion Berger, da revista Entertainment Weekly, deu uma nota B+ e elogiou os arranjos de "guitarra latina" combinada com temas de "amor" em algumas das faixas e o "ritmo acelerado e soft-rock de "I'm Your Man", bem como a combinação de castanholas com uma batida robusta de salsa para o hit "Bailamos". Ele finalizou se até o verão o público não tivesse saturado de artistas latinos que estavam em voga, "Iglesias pode ter encontrado ouro no meio da estrada" com a produção apresentada.
O jornal The Fresno Bee fez uma crítica negativa e deu uma nota C-, a resenha afirmou que o "estilo latino" explorado não soa como autêntico, embora Iglesias não seja um "impostor" (pois realmente fala e canta na língua castelhana). Também pontuou que a audição das faixas não chega a ser "desagradável" mas que Iglesias não consegue elevar com sua performance a mediocridade de algumas canções.

## Lista de faixas
Créditos adaptados dos CDs lançados do álbum Enrique, de 1999.
| Enrique – Edição norte-americana |                                                              |                                                      |                                 |         |  |
| N.º                              | Título                                                       | Compositor(es)                                       | Produtor(es)                    | Duração |  |
| 1.                               | "Rhythm Divine"                                              | Paul Barry Mark Taylor                               | Mark Taylor Brian Rawling       | 3:30    |  |
| 2.                               | "Be With You"                                                | Enrique Iglesias Barry Taylor                        | Taylor Rawling                  | 3:40    |  |
| 3.                               | "I Have Always Loved You"                                    | Rick Nowels , Billy Steinberg, Marie Claire D'ubaldo | Taylor Rawling Walter Turbitt   | 4:24    |  |
| 4.                               | "Sad Eyes"                                                   | Bruce Springsteen                                    | Iglesias Lester Mendez          | 4:08    |  |
| 5.                               | "I'm Your Man"                                               | Iglesias Patrick Leonard                             | Patrick Leonard                 | 3:43    |  |
| 6.                               | "Óyeme"                                                      | Iglesias Estéfano Nowels Steinberg                   | Iglesias Mendez Estéfano Nowels | 4:22    |  |
| 7.                               | "Could I Have This Kiss Forever" (dueto com Whitney Houston) | Diane Warren                                         | David Foster                    | 4:21    |  |
| 8.                               | "You're My #1"                                               | Iglesias Mendez                                      | Iglesias Mendez                 | 4:29    |  |
| 9.                               | "Alabao"                                                     | Iglesias Chein García-Alonso Rhett Lawrence          | Lawrence Iglesias               | 4:00    |  |
| 10.                              | "Bailamos"                                                   | Barry Taylor                                         | Taylor Rawling                  | 3:33    |  |
| 11.                              | "Ritmo Total" (Rhythm Divine)                                | Barry Taylor Rafael Pérez-Botija                     | Taylor Rawling                  | 3:29    |  |
| 12.                              | "Más Es Amar" (Sad Eyes)                                     | Springsteen Pérez-Botija                             | Iglesias Mendez                 | 3:14    |  |
| 13.                              | "No Puedo Más Sin Ti" (I'm Your Man)                         | Iglesias Leonard Pérez-Botija                        | Leonard                         | 4:47    |  |
| Duração total:                   | Duração total:                                               | Duração total:                                       | Duração total:                  | 51:40   |  |

| Enrique – Edição internacional |                                          |                        |                                            |         |  |
| N.º                            | Título                                   | Compositor(es)         | Produtor(es)                               | Duração |  |
| 14.                            | "Rhythm Divine" (Fernando Garibay Remix) | Paul Barry Mark Taylor | Mark Taylor Brian Rawling Fernando Garibay | 3:35    |  |
| Duração total:                 | Duração total:                           | Duração total:         | Duração total:                             | 55:15   |  |

| Enrique – Faixa bônus da edição japonesa |                                           |                        |                                                               |         |  |
| N.º                                      | Título                                    | Compositor(es)         | Produtor(es)                                                  | Duração |  |
| 15.                                      | "Bailamos" (Fernando Garibay Latin Remix) | Paul Barry Mark Taylor | Mark Taylor Brian Rawling Fernando Garibay Rene van Verseveld | 3:45    |  |
| Duração total:                           | Duração total:                            | Duração total:         | Duração total:                                                | 59:00   |  |

| Enrique – Edição sul-americana |                                                              |                                                      |                                            |         |  |
| N.º                            | Título                                                       | Compositor(es)                                       | Produtor(es)                               | Duração |  |
| 1.                             | "Ritmo Total" (Rhythm Divine)                                | Paul Barry Mark Taylor Rafael Pérez-Botija           | Mark Taylor Brian Rawling                  | 3:29    |  |
| 2.                             | "Be With You"                                                | Enrique Iglesias Barry Taylor                        | Taylor Rawling                             | 3:40    |  |
| 3.                             | "I Have Always Loved You"                                    | Rick Nowels , Billy Steinberg, Marie Claire D'ubaldo | Taylor Rawling Walter Turbitt              | 4:24    |  |
| 4.                             | "Más Es Amar" (Sad Eyes)                                     | Bruce Springsteen Pérez-Botija                       | Enrique Iglesias Lester Mendez             | 3:14    |  |
| 5.                             | "I'm Your Man"                                               | Iglesias Patrick Leonard                             | Patrick Leonard                            | 3:43    |  |
| 6.                             | "Óyeme"                                                      | Iglesias Estéfano Nowels Steinberg                   | Iglesias Mendez Estéfano Nowels            | 4:22    |  |
| 7.                             | "Could I Have This Kiss Forever" (dueto com Whitney Houston) | Diane Warren                                         | David Foster                               | 4:21    |  |
| 8.                             | "You're My #1"                                               | Iglesias Mendez                                      | Iglesias Mendez                            | 4:29    |  |
| 9.                             | "Alabao"                                                     | Iglesias Chein García-Alonso Rhett Lawrence          | Lawrence Iglesias                          | 4:00    |  |
| 10.                            | "Bailamos"                                                   | Barry Taylor                                         | Taylor Rawling                             | 3:33    |  |
| 11.                            | "Rhythm Divine"                                              | Barry Taylor                                         | Taylor Rawling                             | 3:30    |  |
| 12.                            | "Sad Eyes"                                                   | Springsteen                                          | Iglesias Mendez                            | 4:08    |  |
| 13.                            | "No Puedo Más Sin Ti" (I'm Your Man)                         | Iglesias Leonard Pérez-Botija                        | Leonard                                    | 4:47    |  |
| 14.                            | "Rhythm Divine" (Fernando Garibay Remix)                     | Paul Barry Mark Taylor                               | Mark Taylor Brian Rawling Fernando Garibay | 3:35    |  |
| Duração total:                 | Duração total:                                               | Duração total:                                       | Duração total:                             | 55:15   |  |

| Enrique – Faixas bônus da edição brasileira de 2000 |                                                                     |                                                   |                                |         |  |
| N.º                                                 | Título                                                              | Compositor(es)                                    | Produtor(es)                   | Duração |  |
| 14.                                                 | "You're My #1" (versão português/inglês) (dueto com Sandy & Junior) | Enrique Iglesias Lester Mendez Paulo Sergio Valle | Enrique Iglesias Lester Mendez | 4:32    |  |
| 15.                                                 | "You're My #1" (versão em inglês) (dueto com Sandy & Junior)        | Iglesias Mendez                                   | Iglesias Mendez                | 4:34    |  |
| Duração total:                                      | Duração total:                                                      | Duração total:                                    | Duração total:                 | 60:46   |  |

| Edição asiática |                                      |         |  |
| N.º             | Título                               | Duração |  |
| 8.              | "You're My #1" (dueto com Valen Hsu) |         |  |

| Edição russa |                                  |         |  |
| N.º          | Título                           | Duração |  |
| 8.           | "You're My #1" (dueto com Alsou) |         |  |

| Faixa bônus européia |                                          |         |  |
| N.º                  | Título                                   | Duração |  |
| 14.                  | "Rhythm Divine" (Fernando Garibay remix) | 3:48    |  |

| Faixa bônus japonesa |                                          |         |  |
| N.º                  | Título                                   | Duração |  |
| 14.                  | "Rhythm Divine" (Fernando Garibay remix) | 3:48    |  |
| 15.                  | "Bailamos" (Fernando Garibay remix)      | 4:19    |  |

| Disco bônus australiano |                                                  |         |  |
| N.º                     | Título                                           | Duração |  |
| 1.                      | "Bailamos" (Groove Brothers Radio)               | 3:25    |  |
| 2.                      | "Bailamos" (Groove Brothers Extended mix)        | 5:07    |  |
| 3.                      | "Rhythm Divine" (Fernando's English Club mix)    | 5:35    |  |
| 4.                      | "Rhythm Divine" (Morales Club mix)               | 7:36    |  |
| 5.                      | "Rhythm Divine" (Lord G's Divine Dub)            | 6:48    |  |
| 6.                      | "Rhythm Divine" (Mijango's English Extended mix) | 6:57    |  |
| 7.                      | "Be With You" (Fernando Garibay's Club mix)      | 7:45    |  |
| 8.                      | "Be With You" (Thunderpuss 2000 12" Club mix)    | 8:17    |  |
| 9.                      | "Be With You" (Thunderpuss 2000 Thunderdub)      | 8:17    |  |
| 10.                     | "Be With You" (Mijango's Extended mix)           | 5:02    |  |

## Tabelas
| Tabela musical (1999–2000)            | Melhor posição |
| ------------------------------------- | -------------- |
| Austrália (ARIA)                      | 11             |
| Áustria (Ö3 Austria Top 40)           | 12             |
| Bélgica (Ultratop Flandres)           | 19             |
| Bélgica (Ultratop Valônia)            | 35             |
| Canadá (Billboard)                    | 4              |
| Danish Albums (Hitlisten)             | 6              |
| Países Baixos (Dutch Charts)          | 13             |
| Finlândia (Suomen virallinen lista)   | 20             |
| França (SNEP)                         | 51             |
| Alemanha (Offizielle Deutsche Charts) | 7              |
| Irlanda (IRMA)                        | 40             |
| Italian Albums (FIMI)                 | 18             |
| México (Top 100)                      | 3              |
| Nova Zelândia (RMNZ)                  | 10             |
| Noruega (VG-lista)                    | 3              |
| Polónia (ZPAV)                        | 29             |
| Portuguese Albums (AFP)               | 1              |
| Escócia (Official Scottish Albums)    | 88             |
| Spanish Albums (PROMUSICAE)           | 1              |
| Suécia (Sverigetopplistan)            | 19             |
| Suíça (Schweizer Hitparade)           | 3              |
| Reino Unido (UK Albums Chart)         | 80             |
| Estados Unidos (Billboard 200)        | 33             |

| Tabela musical (2000)                        | Melhor posição |
| -------------------------------------------- | -------------- |
| Australian Albums (ARIA)                     | 51             |
| Austrian Albums (Ö3 Austria)                 | 26             |
| Belgian Albums (Ultratop Flanders)           | 64             |
| Belgian Albums (Ultratop Wallonia)           | 89             |
| Canadian Albums (Nielsen SoundScan)          | 13             |
| Danish Albums (Hitlisten)                    | 18             |
| Dutch Albums (Album Top 100)                 | 50             |
| European Albums (Music & Media)              | 18             |
| German Albums (Offizielle Top 100)           | 20             |
| Norwegian Christmas Period Albums (VG-lista) | 4              |
| Norwegian Winter Period Albums (VG-lista)    | 19             |
| Spanish Albums (AFYVE)                       | 23             |
| Swedish Albums (Sverigetopplistan)           | 79             |
| Swiss Albums (Schweizer Hitparade)           | 9              |
| US Billboard 200                             | 43             |

## Certificações e vendas
| Região                                                                                             | Certificação | Vendas     |
| -------------------------------------------------------------------------------------------------- | ------------ | ---------- |
| Alemanha (BVMI)                                                                                    | Platina      | 300,000^   |
| Argentina (CAPIF)                                                                                  | Platina      | 60,000^    |
| Austrália (ARIA)                                                                                   | Platina      | 70,000^    |
| Áustria (IFPI Áustria)                                                                             | Platina      | 25,000*    |
| Canadá (Music Canada)                                                                              | 5× Platina   | 500,000^   |
| Dinamarca (IFPI Dinamarca)                                                                         | 3× Platina   | 60,000^    |
| Espanha (PROMUSICAE)                                                                               | 4× Platina   | 400,000^   |
| Estados Unidos (RIAA)                                                                              | Platina      | 1,000,000^ |
| França (SNEP)                                                                                      | Ouro         | 100,000*   |
| Hungria (MAHASZ)                                                                                   | Ouro         | 25,000^    |
| México (AMPROFON)                                                                                  | Ouro         | 75,000^    |
| Nova Zelândia (RMNZ)                                                                               | Platina      | 70,000^    |
| Noruega (IFPI Noruega)                                                                             | Ouro         | 25,000*    |
| Polônia (ZPAV)                                                                                     | 2× Platina   | 25,000*    |
| Reino Unido (BPI)                                                                                  | Ouro         | 100,000    |
| Suíça (IFPI Suíça)                                                                                 | Platina      | 50,000^    |
| Resumos                                                                                            |              |            |
| Europa (IFPI)                                                                                      | 2× Platina   | 2,000,000* |
| *números de vendas baseados somente na certificação ^distribuições baseadas apenas na certificação |              |            |